# Famille Baffo
 (mai 2015).
La famille Baffo est une famille patricienne originaire de Parme. Elle passa à Venise à la fin du IXe siècle.  Elle fait partie du Maggior Consiglio, à sa clôture en 1297.

## Armes

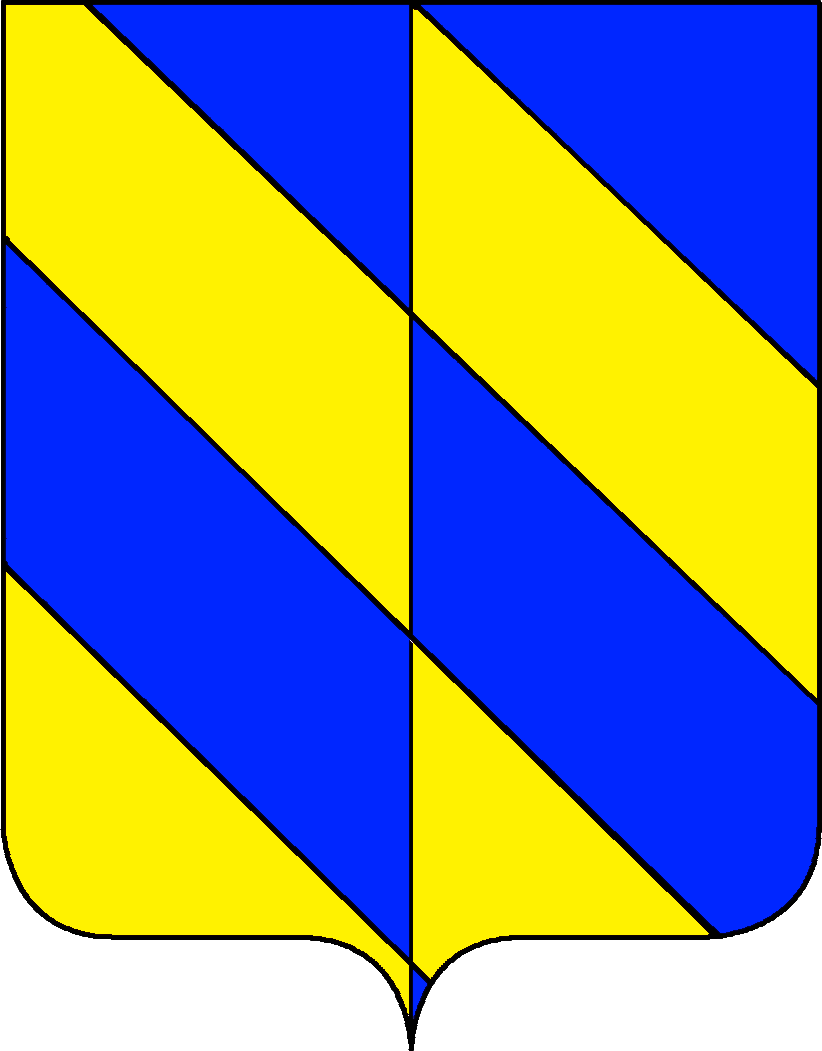
L'arme des Baffo

Les armes de la famille se blasonnent ainsi d'un écu parti d'or et d'azur avec deux bandes ou cotices de l'un et de l'autre et en cœur un petit écu d'argent, chargée d'une aigle noire membrée et couronnée d'or.

## Personnalités
- Giorgio Baffo, poète vénitien.
- Nur-Banu, née sous le nom de Cécilia Venier-Baffo, elle serait la fille de Violante Baffo et de Nicolo Venier. Elle aurait été enlevée en 1537 et vendue comme esclave à Constantinople pour prendre le nom de Nur-Banu.